# Flaviludia echinopanacis
Flaviludia echinopanacis är en tvåvingeart som först beskrevs av Kandybina 1966.  Flaviludia echinopanacis ingår i släktet Flaviludia och familjen borrflugor. Inga underarter finns listade i Catalogue of Life.